# Amfitrió (Plaute)
Amfitrió (en llatí, Amphitryo) és una comèdia escrita pel dramaturg romà Plaute, basada en un conegut mite grec que té com a protagonistes divinitats com Júpiter i Hermes, la qual cosa és un tret original, ja que és l'única obra de Plaute amb temàtica mitològica. Com que els personatges són déus o persones importants, Plaute definia l'obra en el pròleg com una tragicomèdia.
El tracta d'una fabulla palliata en què els personatges i l'ambientació són grecs.

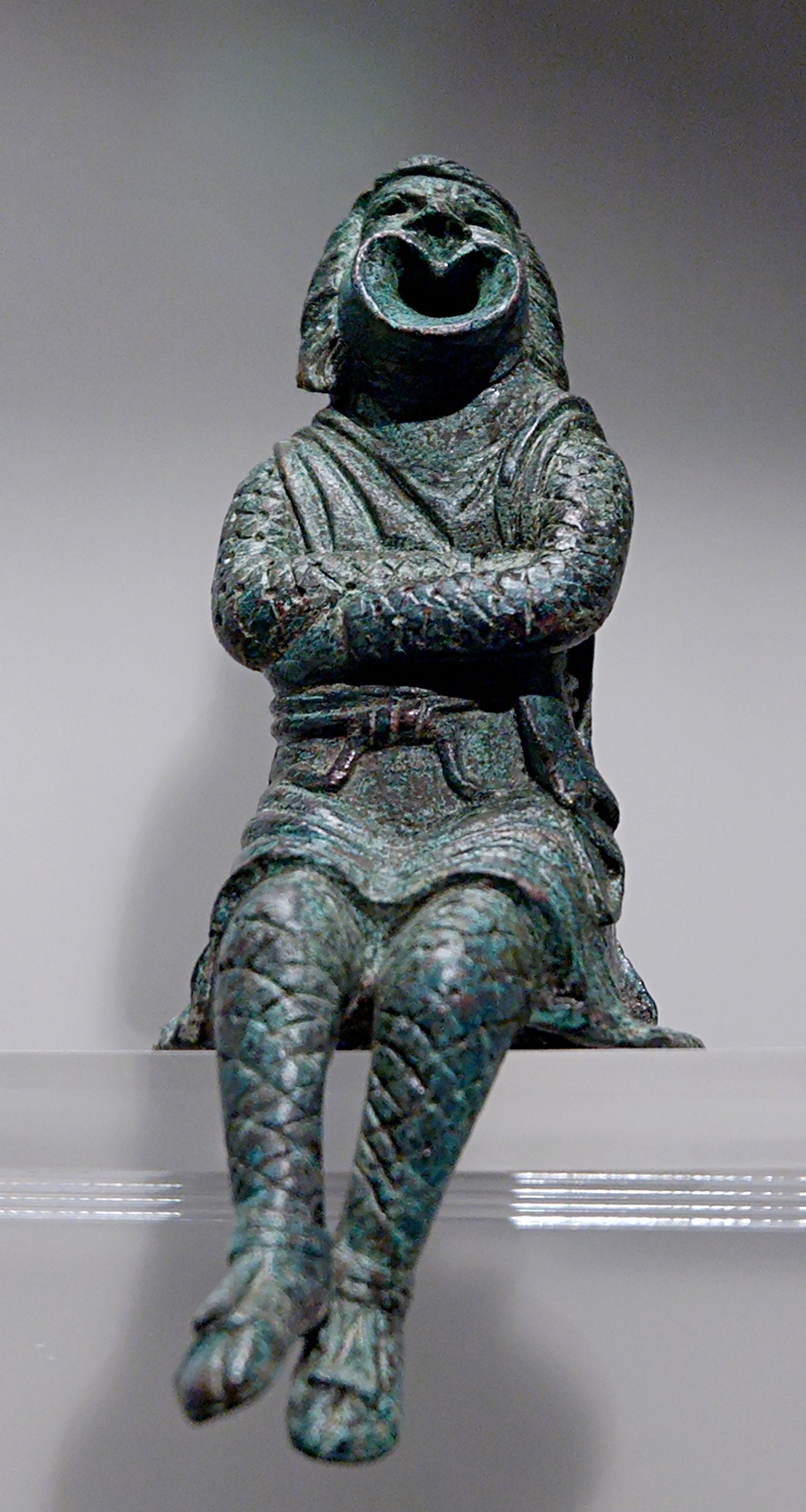
Esclau de comèdia

## Argument
Amfitrió comença amb un pròleg enunciat pel déu Mercuri, en el qual posa en antecedents l'audiència. Amfitrió i el seu esclau Sòsia estaven absents en una guerra i estan tornant a Tebes. Mentrestant, el déu Júpiter està dormint amb l'esposa d'Amfitrió, Alcmena. Júpiter està disfressat d'Amfitrió i, per això, Alcmena no sap que ell no és el seu marit.
La tasca de Mercuri és robar, per al seu pare Júpiter, una mica de temps per evitar interferències. Amb aquesta finalitat, canvia la seva aparença per la de l'esclau Sòsia, i quan el Sòsia real arribi, ell el colpejarà i el farà fora de casa. Completament confús per haver estat colpejat per ell mateix, Sòsia torna al vaixell per transmetre el que ha passat al seu amo Amfitrió.
L'endemà al matí, Amfitrió es posa en camí cap a la casa, ofès per la història absurda del seu esclau. Júpiter marxa un moment abans que Amfitrió arribi, i quan Alcmena veu el seu marit de veritat, es pregunta per què ha tornat. A Amfitrió, no li agrada aquesta estranya benvinguda després d'haver estat fora tants mesos, i la confusió es transforma en ira i gelosia després d'assabentar-se que la seva dona ha dormit amb un altre home.
Després d'una llarga discussió, Alcmena està a punt de deixar el seu desconfiat marit, però és frenada per Júpiter. Finalment, en un miraculós esdeveniment, Alcmena dona a llum bessons. L'un és fill d'Amfitrió, l'altre és Hèrcules, el fill de Júpiter. Per calmar la ira d'Amfitrió, ell li explica què va fer, i Amfitrió se sent orgullós d'haver compartit la seva dona amb un déu.

## Traduccions al català
Marçal Olivar. Amfitrió. Barcelona, Fundació Bernat Metge, 1934 (traducció en prosa)